# Bella Block: Abschied im Licht
Abschied im Licht ist ein deutscher Fernsehfilm von Christian von Castelberg aus dem Jahr 2000. Es handelt sich um den 7. Filmbeitrag der ZDF-Kriminalfilmreihe Bella Block.
In diesem Fall muss sich Bella Block mit dem Thema Sterbehilfe auseinandersetzen und es wird der emotional schwierigste Fall ihrer bisherigen Laufbahn.

## Handlung
Der Tag beginnt für Bella Block richtig gut. Ihre Beziehung zu Simon Abendroth entwickelt sich außerordentlich harmonisch und beide sind in der Stadt unterwegs. Doch als Bella mitansehen muss, wie ein Jugendlicher einen Obdachlosen überfällt und dann mit einem gestohlenen Motorroller flieht, setzt auch an ihrem freien Tag das Pflichtbewusstsein ein. Kurzerhand beauftragt sie einen jungen Polizisten die Verfolgung aufzunehmen. Das Schicksal will es nun, dass durch ihre Schuld, dieser junge Polizist schwer verunglückt und über eine Patientenverfügung lehnt er den Einsatz von lebensverlängernden Maßnahmen ab. Die Kommissarin kämpft mit schweren Selbstvorwürfen und nun fordert die Frau des Polizisten von Bella Block die Maschine auszuschalten. Das kann sie jedoch nicht verantworten und sucht deshalb Rat und Hilfe bei Dr. Hauser, einem Mediziner, der sich mit Sterbebegleitung befasst.
Zur gleichen Zeit werden in einer Wohnung zwei Frauenleichen gefunden. So wie es aussieht hat die Tochter zunächst ihre pflegebedürftige Mutter getötet und danach sich selbst. Auffallend ist allerdings, dass sich keinerlei Wertgegenstände in der Wohnung befinden. Für Bella Block stellt sich die Frage, ob es sich tatsächlich um Doppelselbstmord handelt oder doch um einen Mord. Die Ermittlungen lenken die Kommissarin nur kurz von den aktuellen Problemen ab, denn dieser Fall führt sie erneut zu Dr. Hauser. Diesen verdächtigt Bella nun gegen Geld Sterbehilfe zu leisten. Sie konfrontiert den undurchsichtigen Mediziner mit ihren Anschuldigungen und er räumt ein, Vera Busch bei der Verabreichung einer tödlichen Menge Barbiturat an ihre Mutter assistiert zu haben, direkte Sterbehilfe läge aber seinerseits nicht vor. Bella Block würde Hauser nur zu gern zur Verantwortung ziehen, doch hat sie gegen ihn keinerlei rechtliche Handhabe. Seine Art der „Sterbebegleitung“ fällt in einen juristischen Graubereich.
Als sich Bella Block noch einmal näher mit den Todesumständen der beiden Frauen beschäftigt, erfährt sie vom Pathologen, dass er bei der alten Frau Busch mehrere alte, schlecht verheilte Knochenbrüche festgestellt hat, die durch stumpfe Gewalt, Hiebe oder Tritte entstanden sein müssen. Ebenso gibt es zahlreiche Hämatome und Prellungen, die nicht von zufälligen Stürzen entstanden sein können. Die Kommissarin geht dem nach und kommt dahinter, dass Hans Busch, Sohn und Bruder der beiden Toten, seine Mutter regelmäßig misshandelt hat. Er musste finanziell für seine Mutter aufkommen und als Bella Block ihren Verdacht gegen ihn äußert, zeigt Busch ihr gegenüber seine jähzornige Seite. Er räumt ein, am Tag des Todes seiner Mutter, in der Wohnung gewesen zu sein. Seine Schwester hätte er bereits bewusstlos vorgefunden. Die Kommissarin weiß, dass sie Busch nicht dafür belangen kann, den Suizid seiner Schwester nicht verhindert zu haben. Für die Misshandlungen an seiner Mutter muss er sich jedoch verantworten.
Aus dem Krankenhaus erhält Bella Block die Nachricht, dass der verunglückte Polizist verstorben sei.

## Hintergrund
Der Film wurde in Hamburg gedreht und am 8. Januar 2000 um 20:15 Uhr im ZDF erstausgestrahlt.

## Kritiken
Die Kritiker der Fernsehzeitschrift TV Spielfilm vergaben die beste Wertung (Daumen nach oben) und meinten: „Obgleich die Deutsche Hospiz-Stiftung den Film ‚vereinfachend und irreführend‘ fand, verdient Christian von Castelberg für diese eindringliche und unbequeme Auseinandersetzung mit dem Thema ein dickes Lob. Dank des vielschichtigen Drehbuchs und starker Darsteller fesselt sein Film vom Anfang bis zum Abschied.“